# Karel Camrda
Pour les articles homonymes, voir Camrda.
Karel Camrda (né le 26 octobre 1964 à Tábor) est un coureur cycliste tchécoslovaque. Spécialisé en cyclo-cross, il en a été champion du monde amateur en 1988 et champion de Tchécoslovaquie en 1989.

## Palmarès
- 1987-1988
  -  Champion du monde de cyclo-cross amateurs
  - 3e du championnat de Tchécoslovaquie de cyclo-cross
- 1988-1989
  -  Champion de Tchécoslovaquie de cyclo-cross
- 1989-1990
  - 8e du championnat du monde de cyclo-cross professionnels
- 1990-1991
  - 2e du championnat de Tchécoslovaquie de cyclo-cross
  - 8e du Superprestige
- 1991-1992
  -  Médaillé d'argent du championnat du monde de cyclo-cross professionnels

## Récompenses
- Cycliste tchécoslovaque de l'année : 1992